# Чудзьйок
Чудзьйок — река в России, протекает в Мурманской области. Устье реки находится в 125 км по левому берегу реки Воронья. Вытекает из озера Чудзьявр. Длина реки составляет 33 км, площадь водосборного бассейна 1330 км². 

## Данные водного реестра
По данным государственного водного реестра России относится к Баренцево-Беломорскому бассейновому округу, водохозяйственный участок реки — Воронья от истока до гидроузла Серебрянское 1, включая озеро Ловозеро, речной подбассейн реки — подбассейн отсутствует. Речной бассейн реки — бассейны рек Кольского полуострова, впадает в Баренцево море.
По данным геоинформационной системы водохозяйственного районирования территории РФ, подготовленной Федеральным агентством водных ресурсов:
- Код водного объекта в государственном водном реестре — 02010000712101000003486
- Код по гидрологической изученности (ГИ) — 101000348
- Код бассейна — 02.01.00.007
- Номер тома по ГИ — 01
- Выпуск по ГИ — 0